# Notechidnopsis columnaris
Notechidnopsis columnaris är en oleanderväxtart som först beskrevs av Gert Cornelius Nel, och fick sitt nu gällande namn av J.J. Lavranos och M.B. Bleck. Notechidnopsis columnaris ingår i släktet Notechidnopsis och familjen oleanderväxter. Inga underarter finns listade i Catalogue of Life.